# 1990-2020
1990-2020 è una raccolta del gruppo rap italiano Assalti Frontali, uscito per la Daje Forte Daje Tutti Rec, uscita il 4 dicembre 2020.
È composto da 2 cd o 2 LP.
Contiene due pezzi inediti Porta per volare e Compagno Orso ed inoltre sei singoli prodotti negli due anni precedenti e non ancora pubblicati su supporto fisico (tra cui Simonetta, Fuoco a Centocelle, Città fantasma, Fino all’alba) più 16 canzoni colonna sonora dal 90 a oggi.

## Tracce

### Disco 1
1. Porta per volare
2. Batti il tuo tempo
3. Categoria a rischio
4. Assalto frontale
5. Gocce di sole
6. In movimento
7. Verso la grande mareggiata
8. Banditi
9. Va tutto bene
10. Rotta indipendente
11. Mi sa che sta notte pt1
12. Mappe della libertà

### Disco 2
1. Rap di Enea
2. Roma meticcia
3. Cattivi maestri
4. Il lago che combatte
5. Io sono con te
6. Piazza indipendenza
7. Fino all'alba
8. Simonetta - Dedicata alla docente ed educatrice Simonetta Salacone.
9. Fuoco a Centrocelle
10. Il Rap dell'infermiere
11. Città fantasma
12. Compagno Orso - Dedicata a Lorenzo orsetti

## VideoClip
- Assalti Frontali feat. Filippo Andreani - Simonetta, Regia Stefano Cormino, 2019. Canzone dedicata a Simonetta Salacone. SuYouTube
- Assalti Frontali - FUOCO A CENTOCELLE - Video Stefano Cormino, 2019.  SuYouYube
- Assalti Frontali Feat Lo Zoo di Berlino - CITTÀ FANTASMA , 2020. Su YouTube
- Assalti Frontali - Rap dell'Infermiere - Assalti Frontali con gli Infermieri del Policnico di Tor Vergata. SuYotube
- Assalti Frontali - Porta per volare regia dei Manetti Bros e Milena Cocozza, 2020. Su YouTube
- Assalti Frontali Feat. Er Tempesta e Nummiriun - Compagno Orso. Dedicata al compagno orso (Lorenzo Orsetti) che è caduto in battaglia mentre combatteva fianco a fianco con i curdi dell'YPG (unità di difesa del popolo curdo) contro il "fascismo dell'Isis", 2020.  Su YouTube